# Lars Düsterhöft

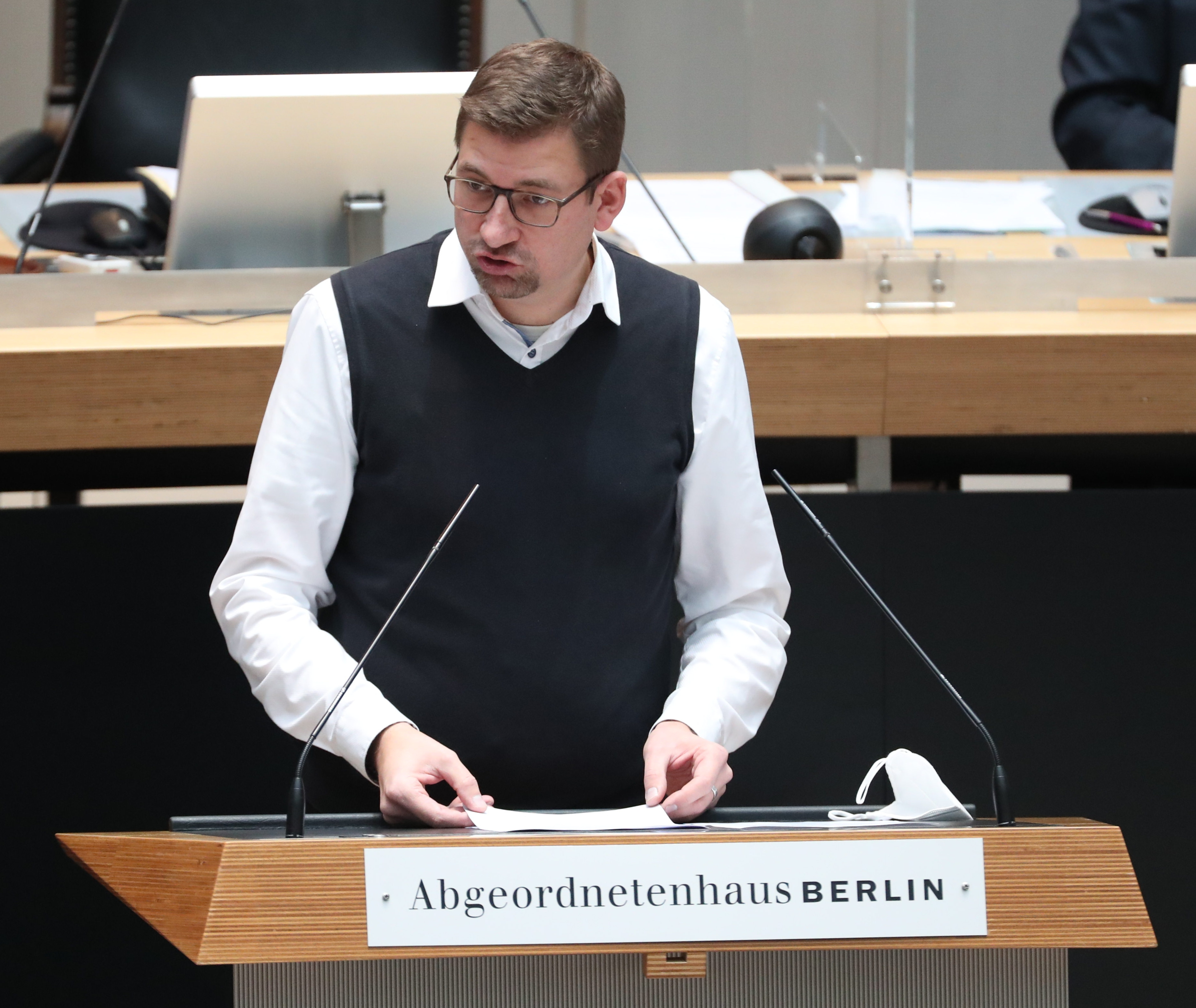
Lars Düsterhöft (2021)

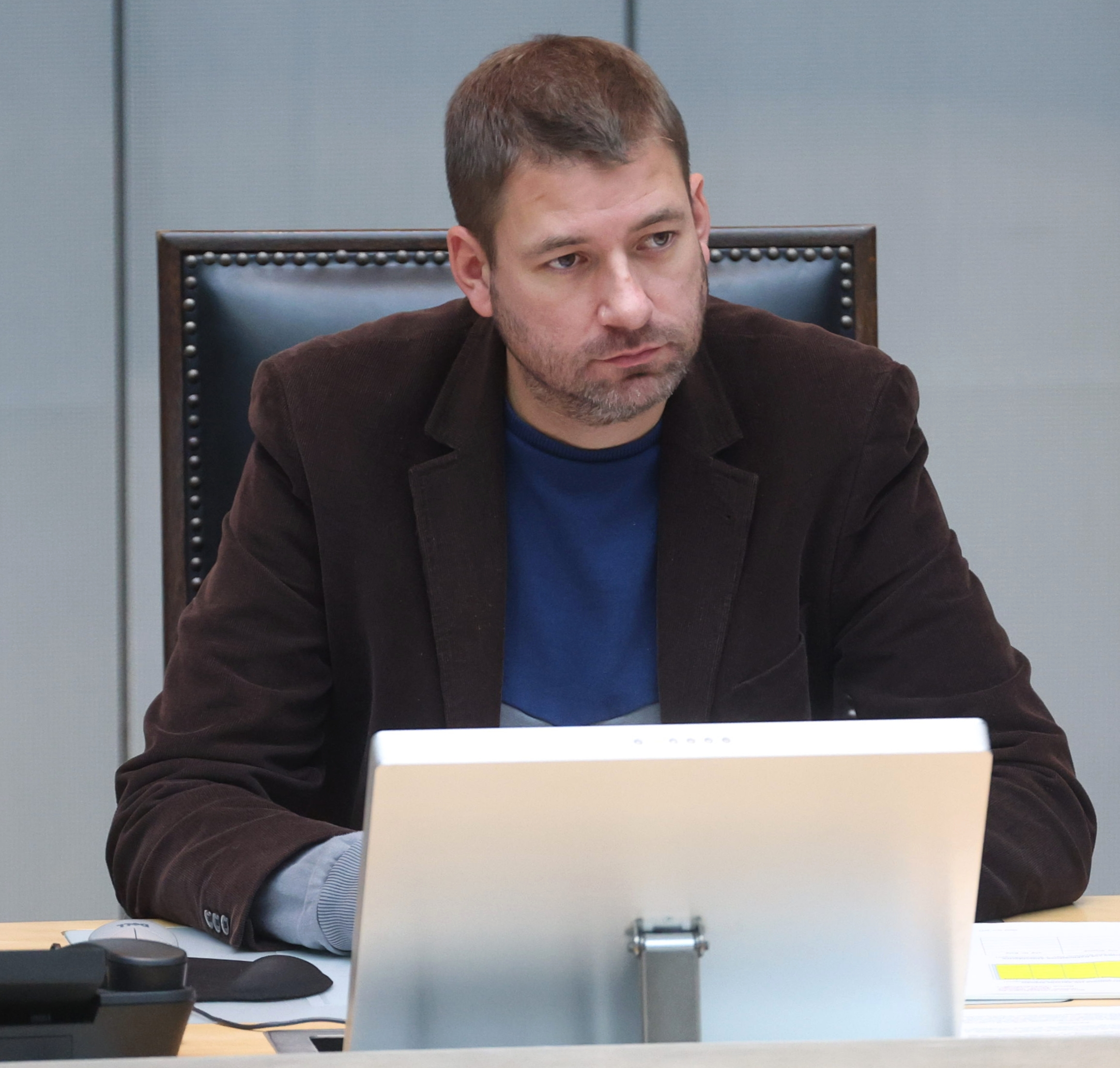
Lars Düsterhöft (2024)

Lars Düsterhöft (* 8. Dezember 1981 in Berlin-Wilmersdorf) ist ein deutscher Politiker (SPD) und seit 2016 Abgeordneter im Abgeordnetenhaus von Berlin.

## Biografie
Lars Düsterhöft studierte nach Abitur und Zivildienst von 2001 bis 2007 an der Universität Potsdam Politikwissenschaften. Vor seiner Wahl in das Abgeordnetenhaus war er Büroleiter des Bundestagsabgeordneten Matthias Schmidt.

## Partei und Politik
Er war von 2006 bis 2016 Mitglied der Bezirksverordnetenversammlung Treptow-Köpenick, ab 2013 als stellvertretender Fraktionsvorsitzender der SPD-Fraktion. Bei der Wahl zum Abgeordnetenhaus von Berlin 2016 wurde er im Wahlkreis Treptow-Köpenick 2 direkt in das Abgeordnetenhaus gewählt. Bei der Abgeordnetenhaus 2021 konnte er erneut ins Parlament einziehen. Auch bei der Wiederholungswahl 2023 konnte er seinen Sitz im Abgeordnetenhaus verteidigen.